# Huntsville (Alabama)
Huntsville is een stad in de Amerikaanse staat Alabama en telt 215.006 inwoners. Het is de 127e stad in de Verenigde Staten (2000) en anno 2020 de grootste stad van de staat Alabama. De oppervlakte bedraagt 450,5 km², waarmee het de 33e stad is.

## Demografie
Van de bevolking is 13,4% ouder dan 65 jaar en bestaat voor 32,3% uit eenpersoonshuishoudens. De werkloosheid bedraagt 2,9% (cijfers volkstelling 2000).
Ongeveer 2% van de bevolking van Huntsville bestaat uit hispanics en latino's, 30,2% is van Afrikaanse oorsprong en 2,2% van Aziatische oorsprong.
Het aantal inwoners daalde van 160.372 in 1990 naar 158.216 in 2000.

## Klimaat
In januari is de gemiddelde temperatuur 3,8 °C, in juli is dat 26,1 °C. Jaarlijks valt er gemiddeld 1452,4 mm neerslag (gegevens op basis van de meetperiode 1961-1990).

## Ruimtevaartindustrie
In de aglomeratie Huntsville (die ook steden als Madison, Decatur, Athens omvat) zijn dankzij een sterke lobby van de staatsoverheid van Alabama veel ruimtevaartbedrijven en fabrikanten van militaire raketten gevestigd. De stad heeft daardoor de bijnaam Rocket City (rakettenstad) gekregen. Onder meer Aerojet Rocketdyne-Defense, United Launch Alliance heeft er een rakettenfabriek, en Blue Origin bouwt er zijn raketmotoren. Ook NASA's George C. Marshall Space Flight Center (MSFC) is in Huntsville gevestigd.

## Gevestigd (geweest)
Northrop Grumman had een locatie in Huntsville waar onder meer de Viper Strike-raket werd ontwikkeld. De locatie en de raket zijn inmiddels overgenomen door MBDA USA.

## Geboren
- Tallulah Bankhead (1902-1968), actrice
- Reg E. Cathey (1958-2018), acteur
- Michael E. Brown (1965), hoogleraar planetaire astronomie
- Kim Dickens (1965), actrice
- Jimmy Wales (1966), oprichter van Wikipedia
- Gerald McCullouch (1967), acteur, filmregisseur, filmproducent en schrijver.
- Mark Lenzi (1968-2012), schoonspringer
- Felicia Day (1979), actrice, zangeres en producer
- Margaret Hoelzer (1983), zwemster
- Debby Ryan (1993), actrice en zangeres

## Galerij

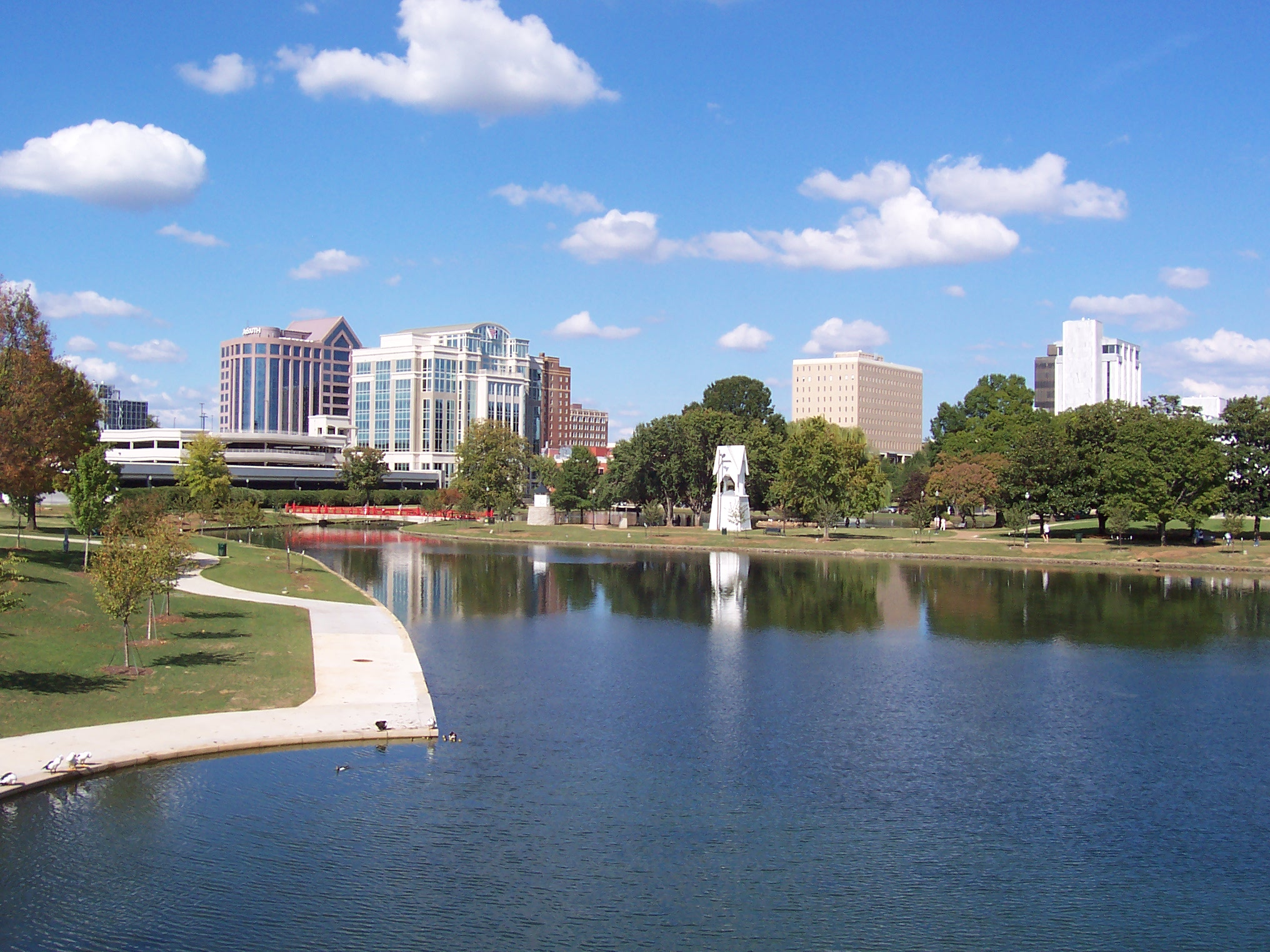
Big Spring International Park
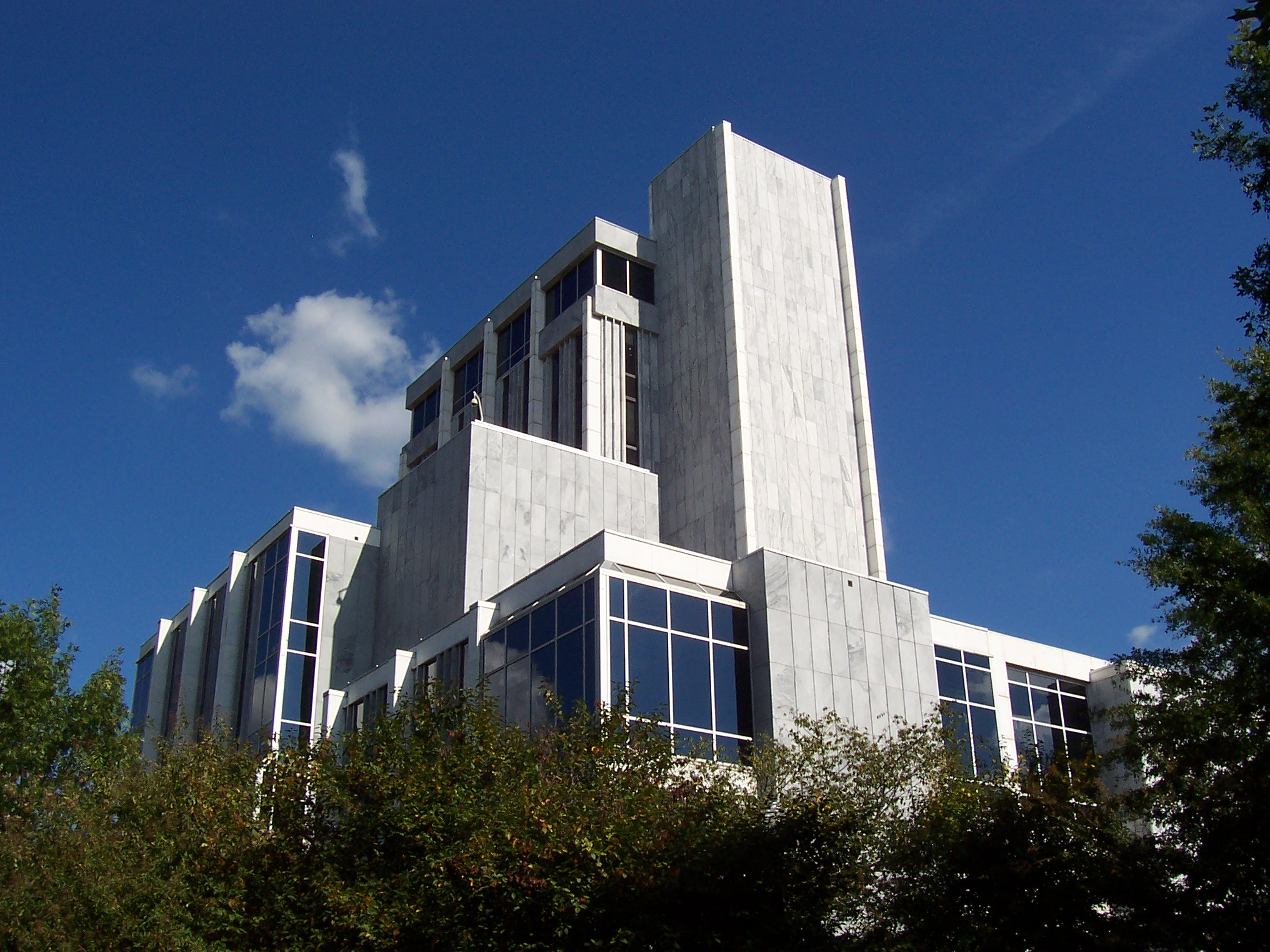
Het stadhuis van Huntsville
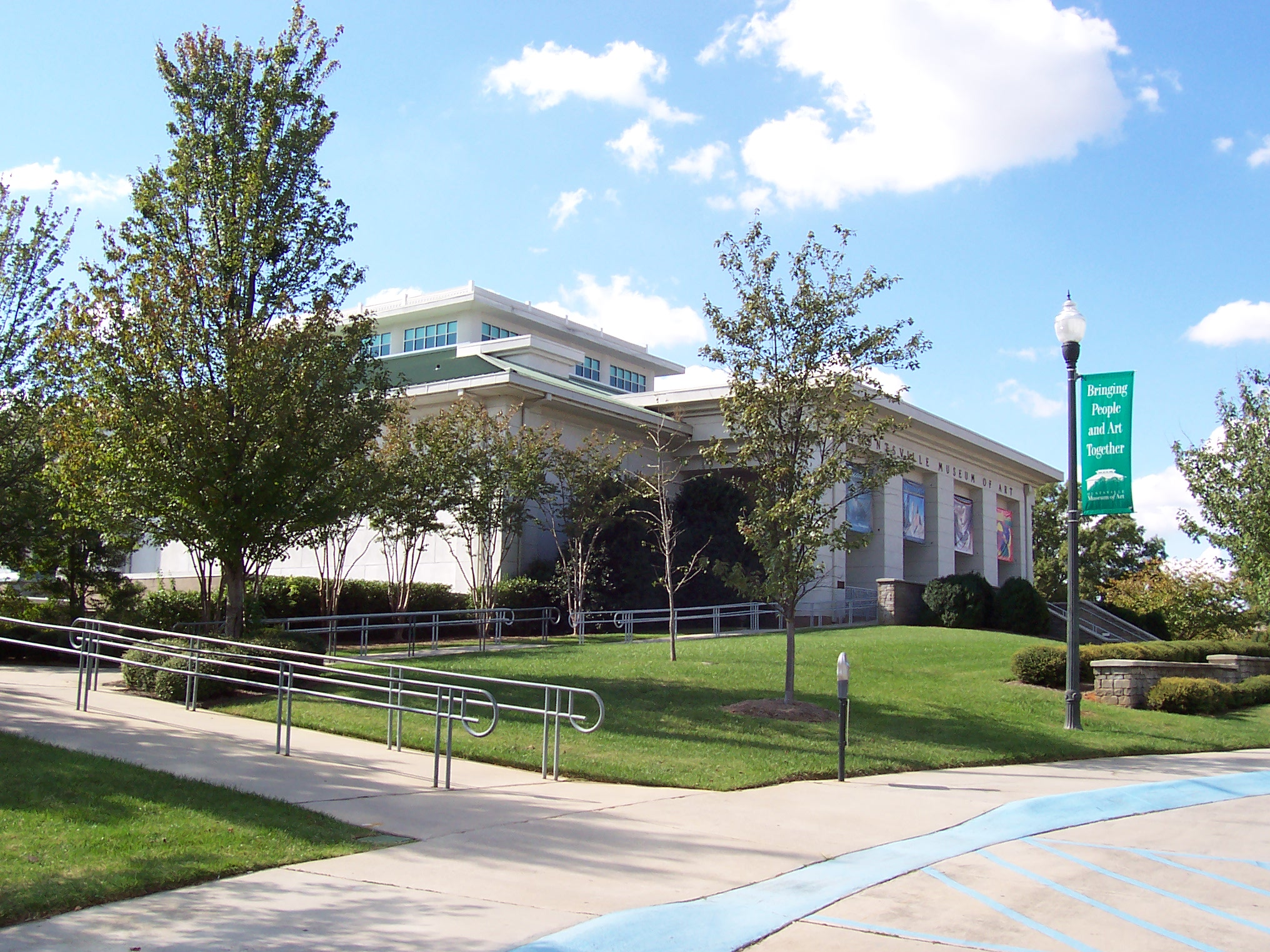
Huntsville Museum of Art
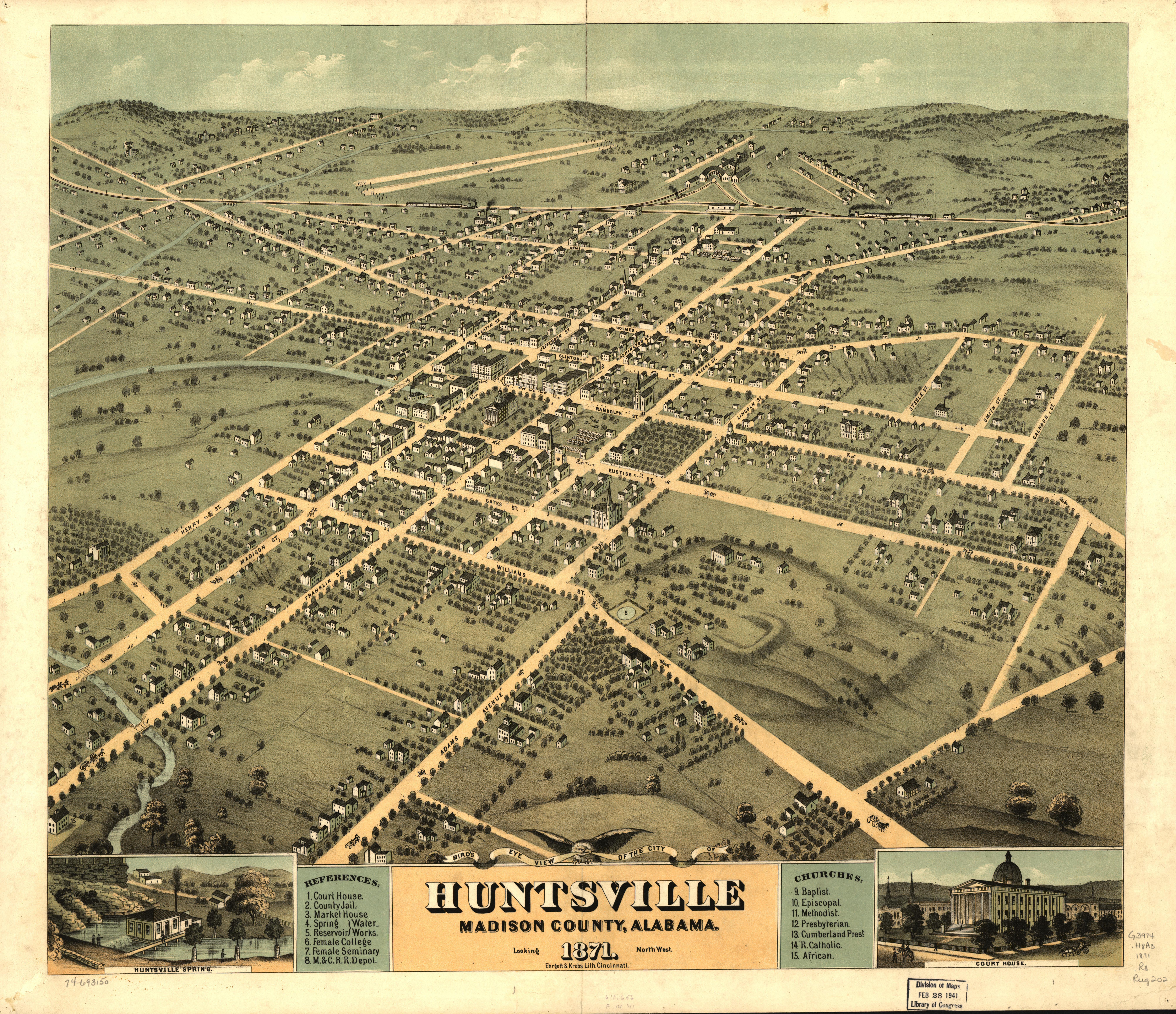
Huntsville in 1871